# Heiner Geißler
Heiner Geißler (3 tháng 3 năm 1930 – 12 tháng 9 năm 2017) là một chính trị gia Đức thuộc đảng CDU. Ông là Bộ trưởng liên bang về Thiếu niên, Gia đình và Y tế 1982 – 1985 dưới thời thủ tướng Helmut Kohl.

## Tiểu sử
Geißler học luật học và triết học ở München và Tübingen, nơi ông tốt nghiệp năm 1960.
Geißler là Bộ trưởng liên bang về Thiếu niên, Gia đình và Y tế từ năm 1982 tới năm 1985 (người đứng đầu đầu tiên và duy nhất của bộ này trong suốt thời gian ông sống) và là tổng thư ký đảng CDU từ 1977 tới 1989. Bắt đầu là cánh hữu bảo thủ của đảng này cho tới đầu thập niên 1990, Geißler càng ngày càng trở nên thân tả trong quan điểm của ông liên quan đến chính sách xã hội và toàn cầu hóa. Trong năm 2007, ông tuyên bố, ông đã trở thành một thành viên của mạng lưới attac. Điều này xảy ra vài tuần trước cuộc họp thượng đỉnh G8 2007, lúc Đức, giữ chức chủ tịch G8. Chính Geißler nói, ông tham gia attac trong bối cảnh cuộc họp thượng đỉnh G8 sắp tới.
Geißler có vợ và ba con. Từ năm 1980 ông sống ở Gleisweiler. Ông mất ngày 12 tháng 9 năm 2017, được 87 tuổi.